# Gante-Wevelgem femenina 2018
La 7.ª edición de la Gante-Wevelgem femenina se celebró el 25 de marzo de 2018 sobre un recorrido de 142,6 km con inicio en Ypres y final en la ciudad de Wevelgem en Bélgica.
La carrera hizo parte del UCI WorldTour Femenino 2018 como competencia de categoría 1.WWT del calendario ciclístico de máximo nivel mundial siendo la quinta carrera de dicho circuito y fue ganada por la ciclista italiana Marta Bastianelli del equipo Alé Cipollini. El podio lo completaron la belga Jolien D'Hoore del equipo Mitchelton-Scott y la alemana Lisa Klein del equipo Canyon SRAM Racing.

## Equipos
Tomaron parte en la carrera un total de 24 equipos invitados por la organización, todos ellos de categoría UCI Team Femenino, quienes conformaron un pelotón de 140 ciclistas de los cuales terminaron 86.
| Equipos femeninos (24)- Alé Cipollini - Aromitalia Vaiano - Astana Women's - Bizkaia-Durango - Boels Dolmans - BTC City Ljubljana - Canyon-SRAM Racing - Cervélo Bigla - Cylance - Doltcini-Van Eyck Sport - Experza-Footlogix - FDJ-Nouvelle Aquitaine-Futuroscope - Hitec Products-Birk Sport - Lotto Soudal Ladies - Mitchelton-Scott - Movistar Team - Parkhotel Valkenburg-Destil - Sunweb - Tibco-Silicon Valley Bank - Virtu - Trek-Drops - Valcar PBM - WaowDeals - Wiggle High5 |
| |

## Clasificaciones finales
Las clasificaciones finalizaron de la siguiente forma:

### Clasificación general
| \| Clasificación general \| Clasificación general \| Clasificación general \| Clasificación general \| Clasificación general \| \| Ciclista \| Ciclista \| Equipo \| Tiempo \| \| \| --------------------- \| ---------------------- \| --------------------- \| --------------------- \| --------------------- \| \| 1.ª \| Marta Bastianelli \| Alé Cipollini \| 3 h 41 min 00 s \| \| \| 2.ª \| Jolien D'Hoore \| Mitchelton-Scott \| + 0 s \| \| \| 3.ª \| Lisa Klein \| Canyon-SRAM Racing \| + 0 s \| \| \| 4.ª \| Arlenis Sierra \| Astana Women's Team \| + 0 s \| \| \| 5.ª \| Amy Pieters \| Boels Dolmans \| + 0 s \| \| \| 6.ª \| Hannah Barnes \| Canyon-SRAM Racing \| + 0 s \| \| \| 7.ª \| Ashleigh Moolman-Pasio \| Cervélo Bigla \| + 0 s \| \| \| 8.ª \| Floortje Mackaij \| Sunweb \| + 0 s \| \| \| 9.ª \| Barbara Guarischi \| Virtu Cycling Women \| + 0 s \| \| \| 10.ª \| Letizia Paternoster \| Astana Women's Team \| + 0 s \| \| |                        |                     |                 |
| |                        |                     |                 |
| Fuente: ProCyclingStats |                        |                     |                 |
| Clasificación general |                        |                     |                 |
| Ciclista | Ciclista               | Equipo              | Tiempo          |
| 1.ª | Marta Bastianelli      | Alé Cipollini       | 3 h 41 min 00 s |
| 2.ª | Jolien D'Hoore         | Mitchelton-Scott    | + 0 s           |
| 3.ª | Lisa Klein             | Canyon-SRAM Racing  | + 0 s           |
| 4.ª | Arlenis Sierra         | Astana Women's Team | + 0 s           |
| 5.ª | Amy Pieters            | Boels Dolmans       | + 0 s           |
| 6.ª | Hannah Barnes          | Canyon-SRAM Racing  | + 0 s           |
| 7.ª | Ashleigh Moolman-Pasio | Cervélo Bigla       | + 0 s           |
| 8.ª | Floortje Mackaij       | Sunweb              | + 0 s           |
| 9.ª | Barbara Guarischi      | Virtu Cycling Women | + 0 s           |
| 10.ª | Letizia Paternoster    | Astana Women's Team | + 0 s           |

## UCI WorldTour Femenino
La Gante-Wevelgem femenina otorga puntos para el UCI WorldTour Femenino 2018 y el UCI World Ranking Femenino, incluyendo a todas las corredoras de los equipos en las categorías UCI Team Femenino. Las siguientes tablas muestran el baremo de puntuación y las 10 corredoras que obtuvieron más puntos:
| Posición   | 1.ª | 2.ª | 3.ª | 4.ª | 5.ª | 6.ª | 7.ª | 8.ª | 9.ª | 10.ª | 11.ª | 12.ª | 13.ª | 14.ª | 15.ª | 16.ª-30.ª | 31.ª-40.ª |
| Puntuación | 200 | 150 | 125 | 100 | 85  | 70  | 60  | 50  | 40  | 35   | 30   | 25   | 20   | 15   | 10   | 5         | 3         |

| Clasificación |                     |                    |        |
| Posición      | Ciclista            | Equipo             | Puntos |
| ------------- | ------------------- | ------------------ | ------ |
| 1.ª           | Marta Bastianelli   | Alé Cipollini      | 200    |
| 2.ª           | Jolien D'Hoore      | Mitchelton-Scott   | 150    |
| 3.ª           | Lisa Klein          | Canyon SRAM Racing | 125    |
| 4.ª           | Arlenis Sierra      | Astana             | 100    |
| 5.ª           | Amy Pieters         | Boels-Dolmans      | 85     |
| 6.ª           | Hannah Barnes       | Canyon SRAM Racing | 70     |
| 7.ª           | Ashleigh Moolman    | Cervélo-Bigla      | 60     |
| 8.ª           | Floortje Mackaij    | Sunweb             | 50     |
| 9.ª           | Barbara Guarischi   | Virtu              | 40     |
| 10.ª          | Letizia Paternoster | Astana             | 35     |